# Pirey
Pirey település Franciaországban, Doubs megyében. Lakosainak száma 2179 fő (2022. január 1.). Pirey Miserey-Salines, Besançon, École-Valentin és Pouilley-les-Vignes községekkel határos.

## Népesség
A település népességének változása:
| Lakosok száma | 306  | 818  | 1234 | 1441 | 2024 | 2052 | 2066 | 2093 | 2128 | 2179 |
|               | 1921 | 1975 | 1990 | 1999 | 2011 | 2015 | 2017 | 2018 | 2020 | 2022 |